# フレデリック・フランソワ＝マルサル
フレデリック・フランソワ＝マルサル(Frédéric François-Marsal、1874年-1958年)は、フランス第三共和政の政治家であり、1924年の短期間、フランスの首相(閣僚評議会議長)を務めた。また、1924年の6月11日から13日までの2日間、アレクサンドル・ミルランの辞任からガストン・ドゥメルグの選出までの間のフランスの大統領の臨時代行を務めた。